# البريد المبطن
الظرف المبطن، المعروف أيضًا باسم البريد المبطن، أو حقيبة البريد السريع في المملكة المتحدة، هو ظرف بريدي مزود ببطانة واقية لحماية العناصر أثناء الشحن. عادةً ما تكون هذه البطانة من ورق سميك، أو غلاف فقاعي، أو إسفنج.

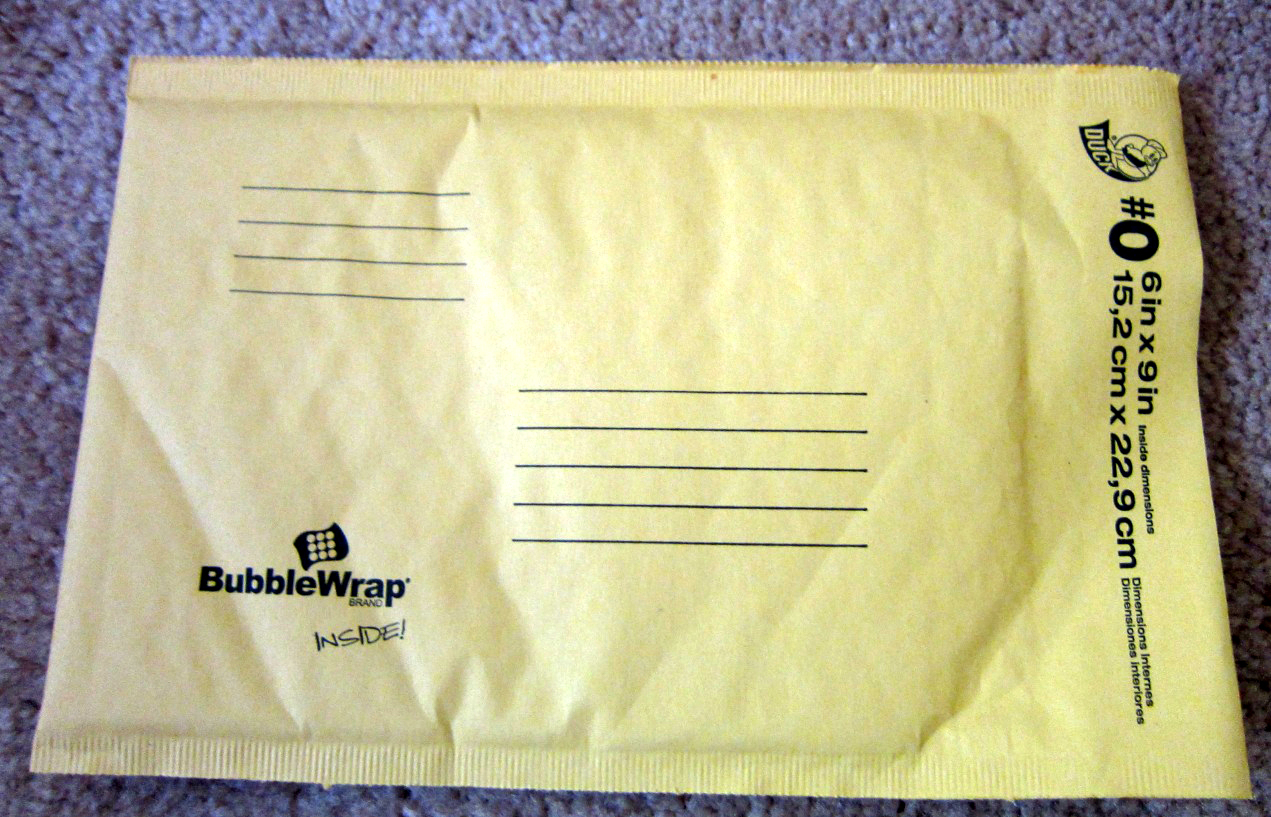
ظرف بريد مبطن

يمكن أن تتلقى مظاريف البريد والطرود الصغيرة ما يصل إلى 27 عملية مناولة أثناء الشحن، مع أقصى ارتفاع للسقوط يبلغ 1.2 متر (3.9 قدم). غالبًا ما تحتاج محتويات مظاريف البريد إلى حماية من الصدمات والاهتزازات لمنع تحطم الظرف وتلفه. يمكن إضافة بطانة أو حشوة إلى مظروف البريد للمساعدة في حماية المحتويات من التلف.

## التركيب
من الممكن أن يتركب الغلاف من عدة أنواع من المواد.

### الغلاف الخارجي
يمكن أن يكون الغلاف الخارجي مصنوعًا من ورق ثقيل أو ورق مقوى أو لوح ألياف مموج أو فيلم بلاستيكي.

### الحشوة
يمكن أن تكون مادة الحشوة عبارة عن ورق جرائد معاد تدويره، أو إسفنج، أو غلاف فقاعي، أو مواد توسيد أخرى.

### الاغلاق
تحتوي العديد من أغلفة البريد المبطن على شريط متكامل يحتوي على مادة لاصقة حساسة للضغط، أو مادة لاصقة ملتصقة (تنشط بالماء)، أو شريط للسماح بإغلاق سهل وآمن.

## التأثير البيئي
أُجري تحليل لدورة الحياة لمقارنة ظرف بريدي من ورق كرافت مُبطّن بورق جرائد مع ظرف بريدي بلاستيكي من البولي إيثيلين منخفض الكثافة مُبطّن بفقاعات هوائية. كان لكلٍّ منهما مزايا وعيوب؛ وبشكل عام، كان لمغلف البريد المبطّن من كرافت تأثير بيئي إجمالي أعلى مقارنةً بمغلف البريد الفقاعي من البولي إيثيلين منخفض الكثافة. أوصت الدراسة باستخدام منتجات مستقبلية ذات كتلة أقل وتستعمل موارد متجددة قابلة للتدوير.